# Groupe d'astronautes 4

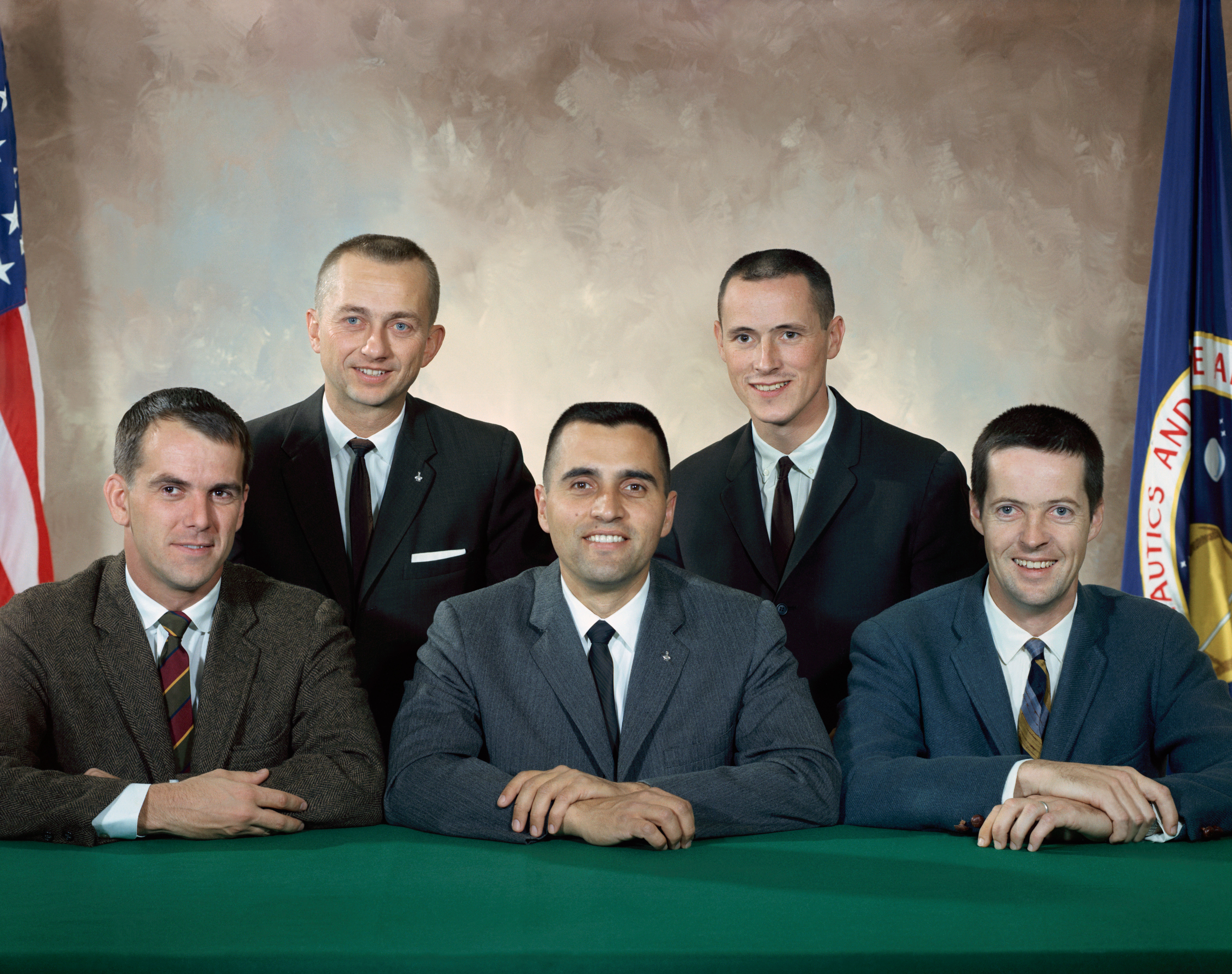
Le 4e groupe d'astronautes :
Devant, de gauche à droite : Michel, Schmitt et Kerwin.
Derrière, de gauche à droite : Garriott et Gibson.
Graveline avait déjà démissionné lors de la photo.

Le groupe d'astronautes 4 (connu également sous le nom de « The Scientists ») est le quatrième groupe d'astronautes de la NASA sélectionné en juin 1965. 
Quinze scientifiques avaient été pré-sélectionnés : neuf ont été recalés, et six finalement retenus.
Alors que les astronautes des deux premiers groupes ont été tenus d'avoir un niveau et diplôme universitaire, ils étaient sélectionnés pour leur expérience en tant que pilotes d'essais. L'expérience de pilote d'essai a été levée comme une exigence pour le troisième groupe, mais une expérience d'avion de chasse militaire pouvait être substituée. 
Constitué quelques mois à peine après que deux scientifiques soviétiques aient séjourné dans l'espace, l'ingénieur Feoktistov et le médecin Yegorov, ce quatrième groupe est aux États-Unis le tout premier constitué de scientifiques, et non plus de pilotes. Sur ses six membres, quatre ont cependant une expérience militaire précédente, comme Garriott qui a achevé le programme de formation pilote de l'USAF.
- Graveline et Michel ont démissionné sans effectuer de vol dans l'espace ;
- Schmitt, géologue, est devenu le 12e homme à marcher sur la Lune, en 1972 ;
- Kerwin, Garriott et Gibson ont effectué des vols de longue durée en 1973 sur la station Skylab, respectivement un, deux et trois mois ;
Garriott a également volé sur la navette spatiale dix ans plus tard. Et, pour l'anecdote, son fils Richard a été en 2008 l'un des premiers touristes de l'espace, transporté vers la Station spatiale internationale par un vaisseau russe Soyouz.

## Membres du groupe
|   | Nom                 | Statut    | Date et lieu de naissance                  | Date et lieu de décès                    | Missions               | Dates                            | Performances |
| - | ------------------- | --------- | ------------------------------------------ | ---------------------------------------- | ---------------------- | -------------------------------- | --- |
| 1 | Owen K. Garriott    | Physicien | 22 novembre 1930 Enid, Oklahoma            | 15 avril 2019 Huntsville, Alabama        | Skylab 3 STS-9Columbia | 28 juillet 1973 28 novembre 1983 | Vol longue durée (59 jours) ; trois sorties extravéhiculaires Laboratoire Spacelab (à bord de la navette spatiale) |
| 2 | Edward G. Gibson    | Physicien | 8 novembre 1936 Buffalo, État de New York  |                                          | Skylab 4               | 16 novembre 1973                 | Vol longue durée (84 jours); trois sorties extravéhiculaires                                                       |
| 3 | Duane E. Graveline  | Médecin   | 2 mars 1931 Newport, Vermont               | 5 septembre 2016 Merritt Island, Floride | /                      | /                                | Démission au bout de deux mois : n'a jamais volé                                                                   |
| 4 | Joseph P. Kerwin    | Médecin   | 19 février 1932 Oak Park, Illinois         |                                          | Skylab 2               | 22 juin 1973                     | Vol longue durée (28 jours) ; une sortie extravéhiculaire                                                          |
| 5 | F. Curtis Michel    | Médecin   | 5 juin 1934 La Crosse, Wisconsin           | 26 février 2015 Houston, Texas           | /                      | /                                | Démission en 1969 : n'a jamais volé                                                                                |
| 6 | Harrison H. Schmitt | Géologue  | 3 juillet 1935 Santa Rita, Nouveau-Mexique |                                          | Apollo 17              | 7 décembre 1972                  | 6e alunissage, 12e homme sur la Lune                                                                               |

## Portraits

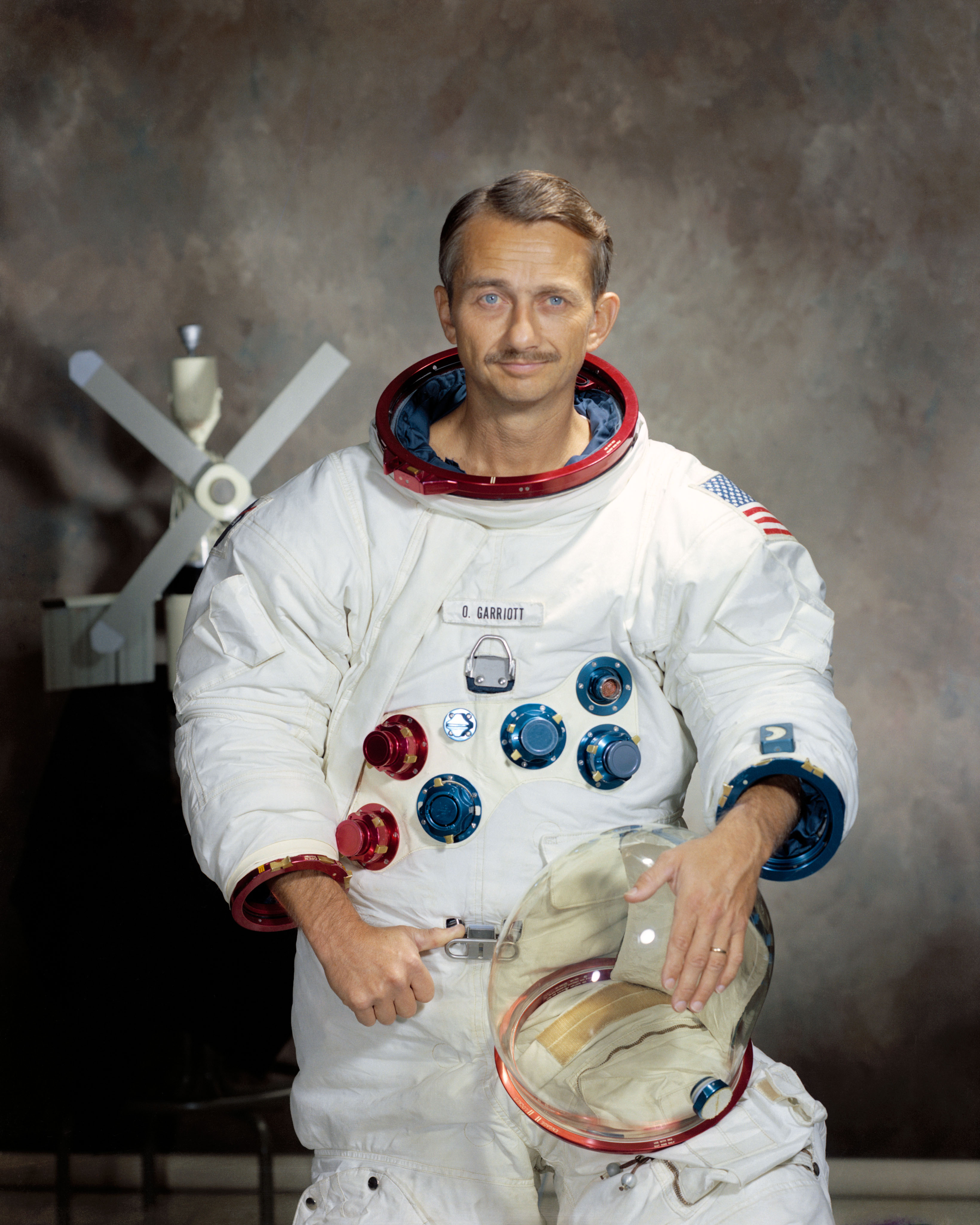
Owen K. Garriott
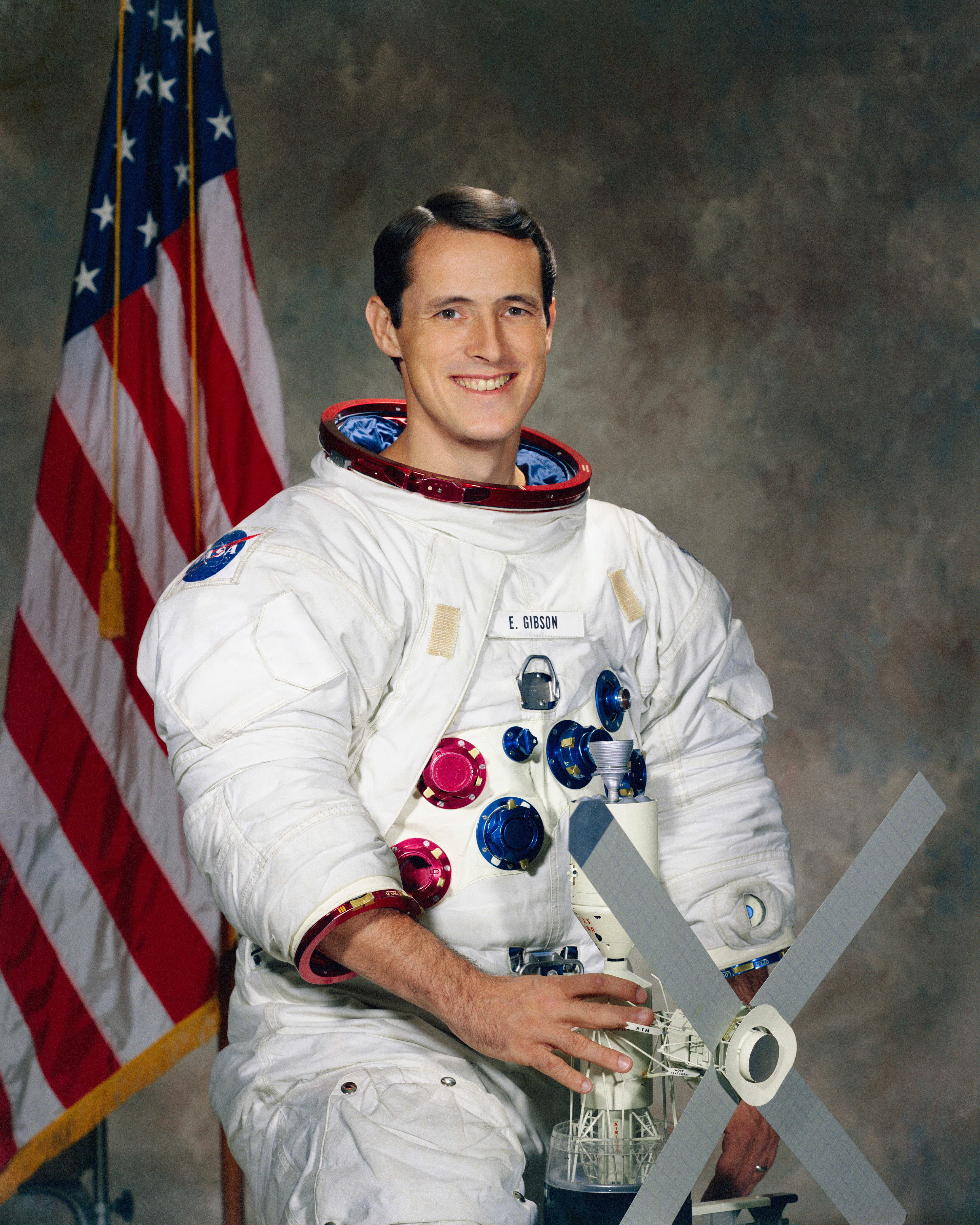
Edward G. Gibson
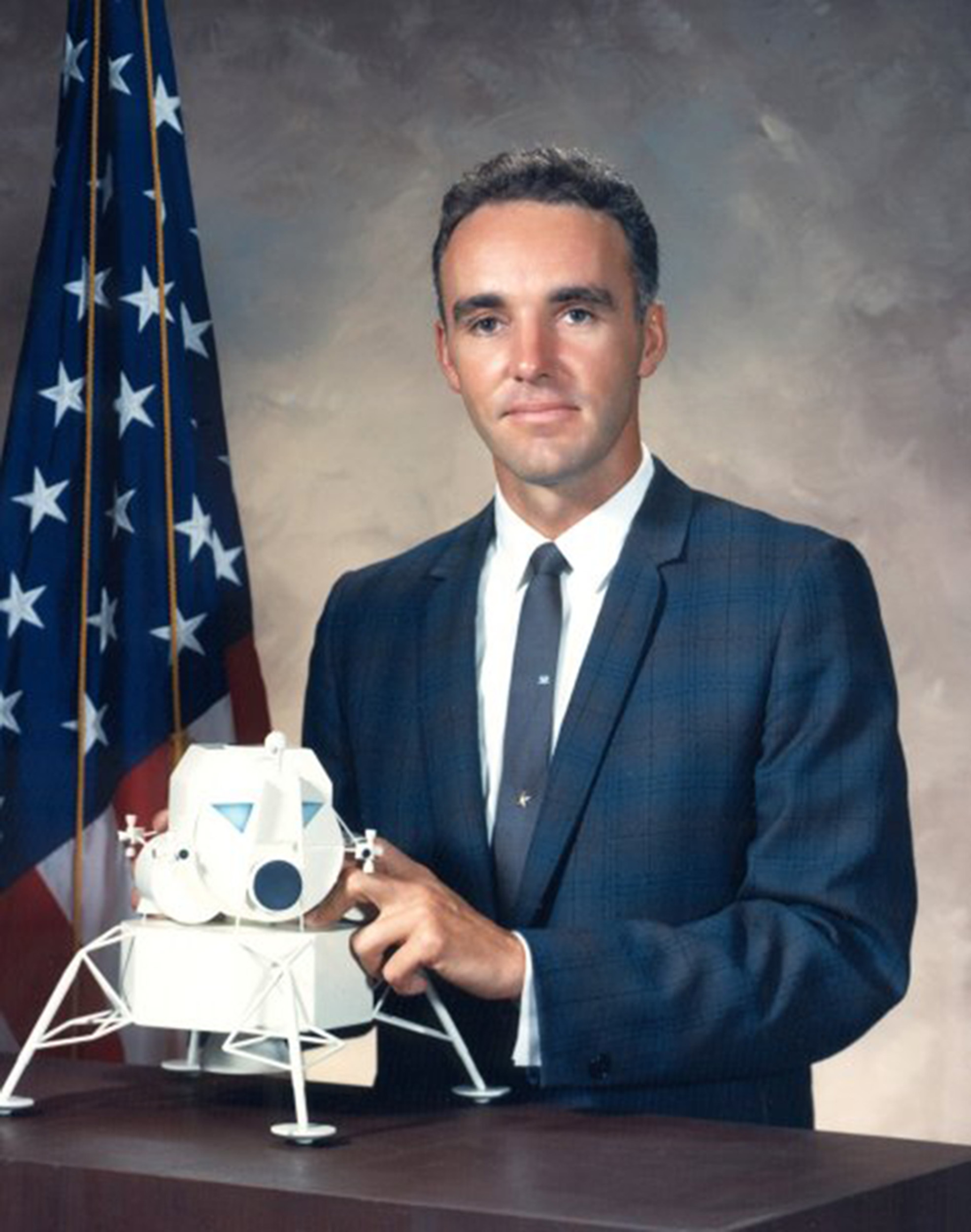
Duane E. Graveline
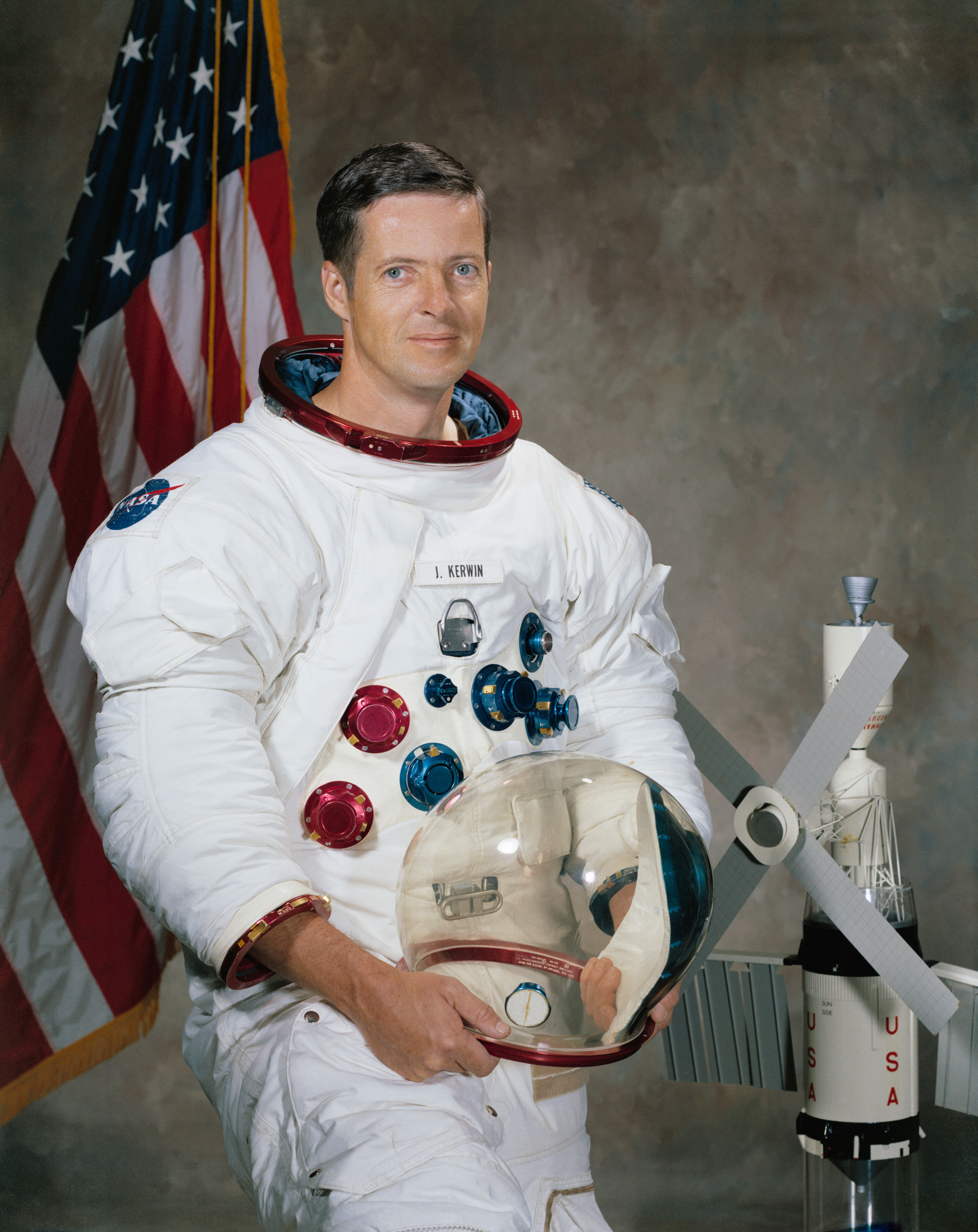
Joseph P. Kerwin
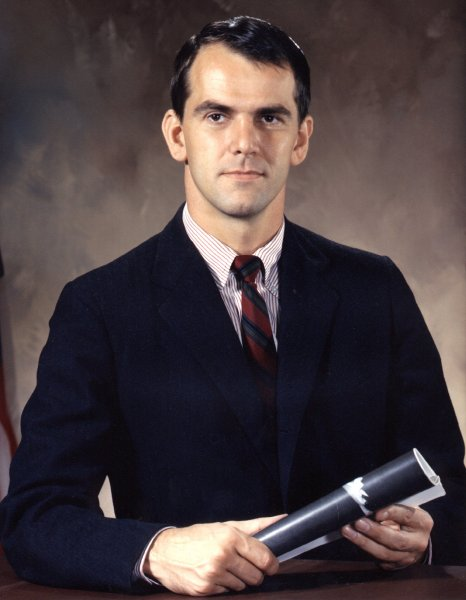
F. Curtis Michel
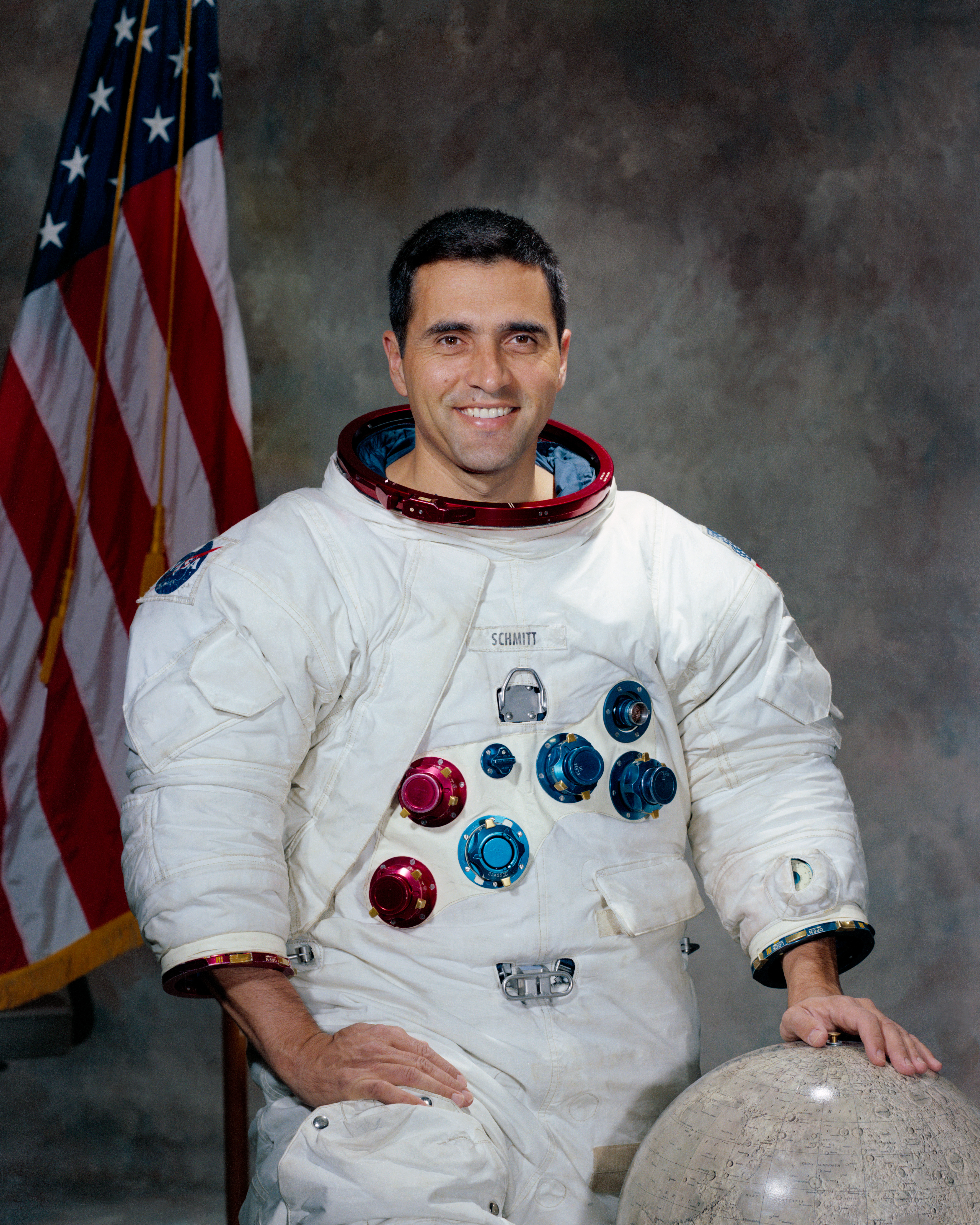
Harrison H. Schmitt

## Affectations
Tableau indiquant les affectations du groupe 4 aux programmes Gemini et Apollo, en relation avec les missions des groupes antérieurs 1, 2, 3 et des groupes ultérieurs 5, 6 et 7.

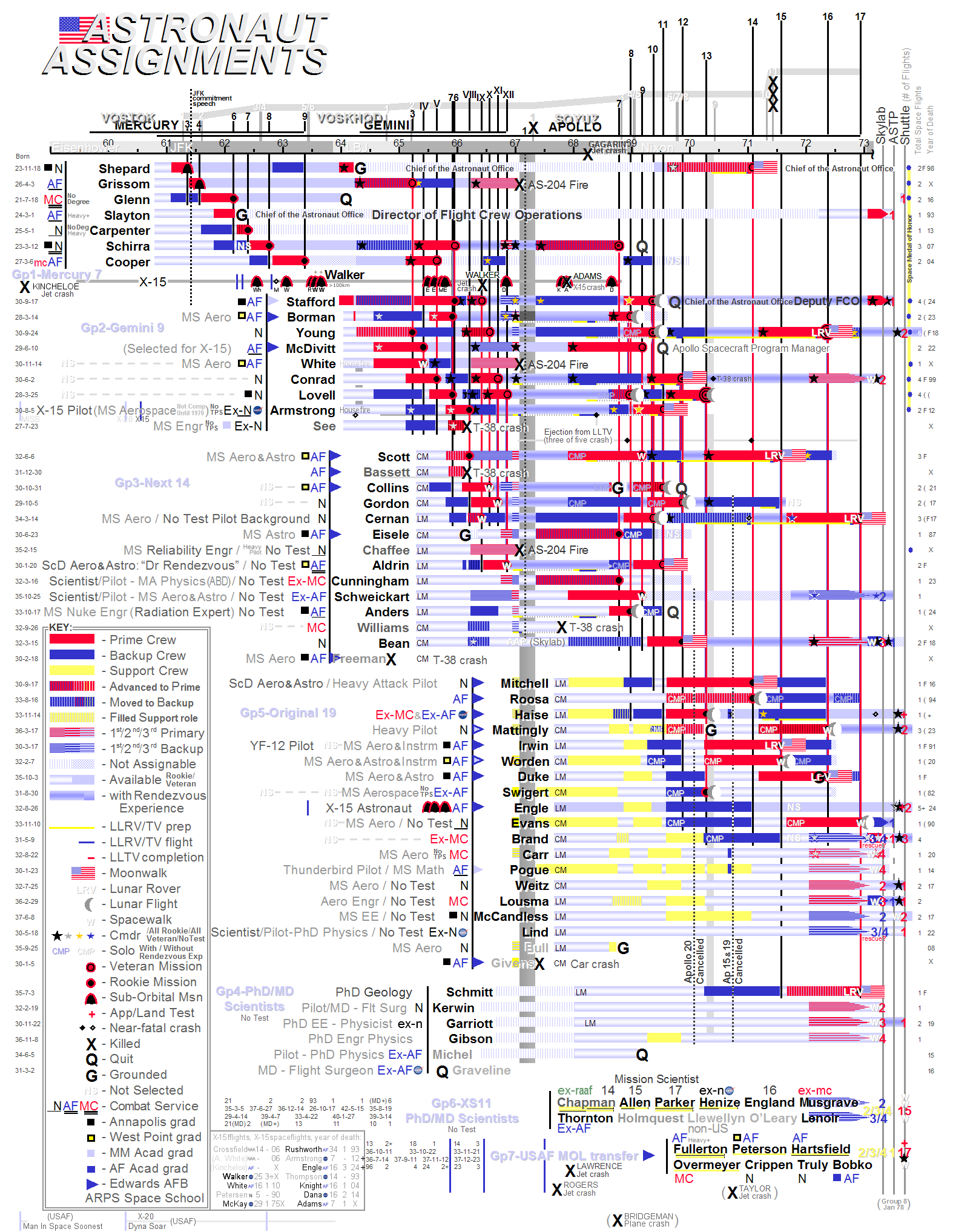